# سيغوندو مورا
سيغوندو مورا هو مجدف كوبي، ولد في 8 مايو 1937.

## وصلات خارجية
- سيغوندو مورا على موقع الاتحاد الدولي للتجديف (الإنجليزية)
- سيغوندو مورا على موقع أوليمبيديا (الإنجليزية)